# Silnice (film)
Silnice (originální název La Strada) je italský film z roku 1954 režiséra Federica Felliniho. Film získal Oscara za nejlepší cizojazyčný film v roce 1956. Film patří mezi klasická díla italského neorealismu.

## Děj
Hlavními hrdiny filmu jsou drsný kočovný cirkusák Zampano, křehká vesnická dívka Gelsomina a provazolezec Matto. Zampano koupí dospívající Gelsominu od její chudé matky, a ta ho doprovází při jeho představeních na bubínek a trumpetu. Společně putují opuštěnou krajinou, a navštěvují krčmy a jarmarky. Při jedné příležitosti se potkávají s provazochodcem Mattem. Ten představuje protiklad Zampana, je hodný, pokorný a citlivý. Matto Gelsominu miluje, a přemlouvá ji, aby si vybrala mezi ním nebo Zampanem. Dívka se rozhoduje pro Zampana, ten ale její city ponižuje, a flirtuje s jinými ženami. Při náhodné hádce Zampano Matta zabije, a uteče, Gelsomina zůstává sama, upadá do tiché apatie, a záhy umírá. Po několika letech se Zampano znovu vrací na osudné místo, zjišťuje že Gelsomina je mrtvá, a pozdě zpytuje svědomí a lituje svůj promarněný život

## Obsazení
| Giulietta Masina   | Gelsomina                   |
| Anthony Quinn      | Zampano                     |
| Richard Basehart   | Matto                       |
| Aldo Silvani       | Pan Žirafa, majitel cirkusu |
| Marcella Roverová  | vdova                       |
| Livia Venturiniová | jeptiška                    |